# Zahara (kommunhuvudort)
Zahara är en kommunhuvudort i Spanien.   Den ligger i provinsen Provincia de Cádiz och regionen Andalusien, i den södra delen av landet, 400 km söder om huvudstaden Madrid. Zahara ligger 491 meter över havet och antalet invånare är 1 571.
Terrängen runt Zahara är kuperad, och sluttar norrut. Runt Zahara är det glesbefolkat, med 12 invånare per kvadratkilometer. Närmaste större samhälle är Algodonales, 4,6 km norr om Zahara. 